# Fosgen
Fosgenul (clorură de carbonil sau diclorură de oxicarbon) este un compus organic având formula COCl2. Este un gaz incolor și foarte toxic la temperaturi normale.

## Istoric
Acest gaz a fost descoperit și sintetizat în anul 1812 de John Davy (1790–1868), fratele lui Humphry Davy. Numele său provine din compunerea cuvintelor grecești phos (lumină) și genesis (naștere sau facere).

## Proprietăți
Fosgenul face parte din grupa gazelor toxice, cu miros carateristic asemănător celui de putrefacție. Gazul se dizolvă greu in apă și mai ușor în solvenții organici ca: benzol, toluen, clorura de benzol etc. Fosgenul are o energie de evaporare de 24,38 kJ·mol−1.

## Obținere
La nivel industrial, fosgenul se obține în prezența cărbunelui activ (pe post de catalizator) în urma reacției dintre monoxid de carbon și clor:
{\displaystyle {\ce {CO + Cl2 -> COCl2}}}
Se mai poate obține prin arderea substanțelor plastice care conțin clor, ca de exemplu PVC-ul, în prezența unui metal și a cărbunelui:
{\displaystyle {\ce {H2SO4 + SO3 + CCl4 -> 2HSO3Cl + COCl2}}}

## Utilizare
În Primul Război Mondial fosgenul a fost folosit ca gaz de luptă, cauzând moartea a circa 17.000 de oameni. Deoarece gazul se dizolvă greu în apă, la inspirare ajunge în plămân până la nivelul alveolelor, unde se transformă încet în dioxid de carbon și acid clorhidric, care distruge țesutul alveolar. După 2 - 3 ore de la inhalare apare o tuse înecăcioasă chinuitoare, cianoză și edem pulmonar, asfixie, dar până în clipa morții intoxicatul nu-și pierde cunoștința. Dozele mari de fosgen produc moartea în secunde sau minute, moleculele de fosgen, care reacționează cu moleculele de aminoacizi din alveole, împiedicând schimbul normal de gaze din plămân. Spre deosebire de iperită care acționează și prin piele, fosgenul acționează numai prin plămân. În prezent fosgenul este utilizat la producerea halogenaților acidului carbonic, a maselor plastice ca poliuretanul, sau a insecticidelor.
Datorită toxicității mari a gazului, se iau măsuri de protecție deosebite la manipularea și transportul fosgenului.